# George Raft
George Raft (Nova Iorque, 26 de setembro de 1901 – Los Angeles, 24 de novembro de 1980) foi um ator estadunidense. Tornando-se astro após o sucesso do filme Scarface, ele chegou a ser considerado nos anos 30 do século XX como um dos três gânsgters mais populares do cinema: os outros dois eram Edward G. Robinson e James Cagney.

## Biografia
Foi pugilista, eletricista, jogador de beisebol e dançarino de cabarés antes de se tornar ator.
Nas décadas de 1930 e 1940 foi um dos astros mais bem pagos do cinema, alcançando o auge com o seu primeiro e maior sucesso: "Scarface", de 1933, ao lado de Paul Muni.
Tornou-se uma escolha frequente para viver papéis principais em filmes sobre criminosos elegantes e violentos. Apesar da fama, nos anos 40 sua carreira começou a declinar. Conta-se que recusou alguns dos melhores papéis criados ao seu estilo, como High Sierra (porque não queria morrer no fim) e The Maltese Falcon (porque não queria trabalhar com o diretor estreante, John Huston). Ambos os filmes fariam surgir um novo astro e seu "sucessor": Humphrey Bogart. Em 1944 também recusou o papel em Double Indemnity, um clássico do cinema noir: o filme foi protagonizado por Fred MacMurray.
Na vida real perdeu boa parte do seu dinheiro com a jogatina.
Por duas vezes ele foi condenado por um júri federal norte-americano, no final da década de 1960: por fuga de impostos e por transações financeiras realizadas no submundo do crime.
Sua última atuação no cinema foi em 1980, na comédia " O Homem com o rosto de Bogart".

## Filmografia parcial
- Queen of the Night Clubs (1929)
- Gold Diggers of Broadway (1929)
- Side Street (1929)
- Quick Millions (1931)
- Goldie (1931)
- Hush Money (1931)
- Palmy Days (1931)
- Taxi! (1932)
- Dancers in the Dark (1932)
- Scarface (1932)
- Night World (1932)
- Love Is a Racket (1932) (cenas apagadas)
- Madame Racketeer (1932)
- Night After Night (1932)
- If I Had a Million (1932)
- Under Cover Man (1932)
- Pick-Up (1933)
- The Midnight Club (1933)
- The Bowery (1933)
- All of Me (1934)
- Bolero (1934)
- The Trumpet Blows (1934)
- Limehouse Blues (1934)
- Rumba (1935)
- Stolen Harmony (1935)
- The Glass Key (1935)
- Every Night at Eight (1935)
- She Couldn't Take It (1935)
- It Had to Happen (1936)
- Yours for the Asking (1936)
- Souls at Sea (1937)
- You and Me (1938) (1938)
- Spawn of the North (1938)
- The Lady's from Kentucky (1939)
- Each Dawn I Die (1939)
- I Stole a Million (1939)
- Invisible Stripes (1939)
- The House Across the Bay (1940)
- They Drive by Night (1940)
- Manpower (1941)
- Broadway (1942)
- Stage Door Canteen (1943)
- Background to Danger (1943)
- Follow the Boys (1944)
- Nob Hill (1945)
- Johnny Angel (1945)
- Whistle Stop (1946)
- Mr. Ace (1946)
- Nocturne (1946)
- Red Light (1946)
- Christmas Eve (1947)
- A Dangerous Profession (1949)
- What's My Line? (Convidado misterioso, 1953)
- Rogue Cop (1954)
- A Bullet for Joey (1955)
- Around the World in Eighty Days (1956)
- Some Like It Hot (1959)
- Ocean's Eleven (1960)
- The Ladies Man (1961)
- The Patsy (1964)
- Casino Royale (1967)
- Skidoo (1968)
- Sextette (1978)